# تأملات حول الثورة في فرنسا
تأملات حول الثورة في فرنسا  هي نشرة سياسية كتبها رجل الدولة الايرلندي إدموند بيرك ونشرت في نوفمبر 1790. واحدة من أشهر الهجمات الفكرية ضد الثورة الفرنسية،  تأملات هي السمة المميزة للمحافظة الحديثة. فضلا عن مساهمة هامة في النظرية الدولية. وفوق كل شيء، كانت واحدة من الجهود الحاسمة التي قام بها تحول إدموند بيرك لـ «التقاليد إلى فلسفة سياسية واعية ومُصاغة تمامًا في المحافظة».
لم يكن من السهل تصنيف الكتيب. قبل مشاهدة هذا العمل ككتيب، يجب أن نلاحظ أن بورك كتب في صيغة الرسالة، متذرعا بتوقعات الانفتاح والانتقائية التي أضافت طبقة من المعنى. واجه الأكاديميون صعوبة في تحديد ما إذا كان من الممكن فهم بورك، أو أمواله، على أنه «واقعي أو مثالي أو عقلاني أو ثوري». بفضل دقتها، ومهاراتها الخطابية، وقوتها الأدبية، أصبحت واحدة من أشهر كتابات بيرك والنص الكلاسيكي في النظرية السياسية. في القرن العشرين، أثر ذلك بشكل كبير على المثقفين المحافظين والكلاسيكيين الليبراليين، الذين أعادوا صياغة حجج بيرك كنقد للبرامج الشيوعية والثورية-الاشتراكية.

## روابط خارجية
- تأملات حول الثورة في فرنسا على موقع الموسوعة البريطانية (الإنجليزية)